# Alchemilla arcuatiloba
Alchemilla arcuatiloba é uma espécie de rosácea do gênero Alchemilla, pertencente à família Rosaceae.